# Feissons-sur-Salins
Feissons-sur-Salins település Franciaországban, Savoie megyében. Lakosainak száma 174 fő (2022. január 1.). Feissons-sur-Salins Brides-les-Bains, Montagny, Moûtiers, Notre-Dame-du-Pré, Saint-Marcel és Salins-Fontaine községekkel határos.

## Népesség
A település népességének változása:
| Lakosok száma | 189  | 190  | 182  | 178  | 177  | 175  | 173  | 174  |
|               | 2013 | 2015 | 2017 | 2018 | 2019 | 2020 | 2021 | 2022 |